# Gonodonta syrna
Gonodonta syrna är en fjärilsart som beskrevs av Achille Guenée 1852. Gonodonta syrna ingår i släktet Gonodonta och familjen nattflyn. Inga underarter finns listade i Catalogue of Life.